# ميني فوترين
ميني فوترين (بالإنجليزية: Minnie Vautrin)‏ هي مُبشرة أمريكية وكاتبة يوميات ومعلمة وممثلة لجامعة جينلينغ. كانت فوترين مُبشرة مسيحية في الصين لمدة 28 عام. عُرفت أيضًا برعايتها وحمايتها لأكثر من 10 آلاف لاجئ صيني أثناء مذبحة نانجينغ في الصين، مما اضطرها أحيانًا لتحدي السلطات اليابانية بالوثائق لتستطيع حماية المدنيين المقيمين في جامعتها. وبعد ملازمتها في المنطقة الآمنة بنانجينغ منذ 1937، قررت العودة للولايات المتحدة الأمريكية بسبب تعرضها لضغوطات هائلة مما اضطرها للرجوع عام 1940، ثم قامت بالانتحار هناك عام 1941. وقد دونت في مذكراتها عن آمالها للعودة للعمل في الصين مرة أخرى. تم منح فوترين شارة اليشم الأزرق بعد وفاتها من قبل الحكومة الصينية تكريمًا لتضحياتها في مذبحة نانجينغ.

## عنها
ولدت ويلهيلمينا بمنطقة سيكور (إلينوي) في 27 أغسطس عام 1886. والدتها هي بولين (née Lohr) ووالدها هو إدموند لويس فوترين، مهاجر فرنسي انتقل من إقليم لورين بفرنسا وإلى إلينوي بالولايات المتحدة الأمريكية عام 1883. وقد كان سبب هجرته هو الخضوع لتدريب مهني في الحدادة مع عمه. انتقل إدموند لاحقًا إلى سيكور وقابل بولين وتزوجها. وكانت ميني المولودة الثانية بين ثلاثة أطفال. وتوفي أخاها الأكبر وهو رضيع.
توفيت والدة ميني لأسباب غير معروفة عندما بلغت سن السادسة. وتلى ذلك إرسالها لبيوت تبني عدة. وبعد مضي 3 سنوات، سمحت لها المحكمة بالرجوع إلى منزل والدها بعدما تعلمت العديد من الأمور المنزلية وتفوقت في تعليمها المدرسي. أطرى عليها مدرسها قائلًا أنها طالبة علم بالفطرة، فقد تمكنت من التفوق في أي شيء تقوم بتجربة تعلمه، لأنها كانت مسيحية مخلصة. انتقلت لمدرسة أخرى لتبدأ تعليمها الثانوي بعدما انتهت من فترة تعليمها الأساسي. وأثناء دراستها الثانوية، عملت فوترين بدوام جزئي في العديد من المهن لتؤمن مصروفات دراستها الثانوية ولدورها التطوعي في الكنائس المحلية.
تم قبولها في جامعة ولاية إلينوي العامة في عام 1903، واضطرت فوترين لتأجيل دراستها أكثر من مرة لتستطيع المواظبة على العمل. كان ترتيبها الأول على صفها عندما تخرجت عام 1907 وقدمت كلمة في مراسم حفلة التخرج. وقد درست فوترين مادة الرياضيات في مدرسة ليروي الثانوية قبل أن تكمل تعليمها في جامعة إلينوي، وأثناء دراستها الجامعية، كانت ممثلة لحركة الطلاب المتطوعين. تخرجت عام 1912 وكان ترتيبها الثاني في قسم العلوم. رشح قسيس الجامعة فوترين لمجندين هيئة التبشير للمسيحيين الأجانب، الذين طلبوا بعدها بأن تعمل في الصين كمعلمة بديلة. لفت نظر إريس تشانغ ما تمتلكه فوترين من صفات كالشعر الأسود الداكن وطول البنيان، وأنها امرأة عفوية، لذلك فإنها من المؤكد تجذب الكثير من الخاطبين، لكنها وبالرغم من ذلك قررت أن تصبح مبشرة بدلًا من أن تتزوج.
شعرت فوترين بالسعادة عندما تلقت طلب نقلها (سيركا 1912- مبشرة مسيحية في الصين)، وكان مسهل بوساطة مجموعة كهيئة التبشير للمسيحيين الأجانب، ثم ازدهرت أكثر وأكثر بسبب فتح المرافئ البحرية للمسيحية بنهاية حرب الأفيون الأولى (1840 - 42) وحتى حرب الأفيون الثانية (1863 - 65). وقد سجل الكاتب هوا لينج هو، أحد من أرّخوا حياة فوترين ومؤلف كتاب الملاك الأمريكي في اغتصاب نانجينغ: شجاعة ميني فوترين (The American Goddess at the Rape of Nanking: The Courage of Minnie Vautrin)«. في عام 1914، حوالي 6000 من الشباب الأمريكيين سافروا ليعملوا كمبشرين في البلاد الأجنبية، ذهب ثلثهم إلى الصين». قبلت فوترين طلب من هيئة التبشير للمسيحيين الأجانب لتحسين مستوى تعليم مدرسة فتاة في الصين، وعندما أصبحت 26 عام، سافرت إلى مدينة خفي لتبدأ إنشاء مدرسة سان شينج للتعليم الإعدادي. خلال فترة وجودها في المدرسة، ازداد عدد التلاميذ، ثم تم إنشاء مدرسة أخرى للتعليم الثانوي. في خفي، قابلت فوترين خطيبها المستقبلي وكان زميل أمريكي لها يعمل أيضًا في مجال التبشير.
في عام 1918، وبعد خدمة 6 سنوات في الصين، عادت فوترين إلى الولايات المتحدة الأمريكية في أجازة، ثم قامت بالتسجيل في جامعة كولومبيا في نيويورك لتحصل بعدها على شهادة الماجستير في عام 1919. وأثناء دراستها بالجامعة، تواصل معها مدرس من جامعة جينلينغ، وطلب منها أن تكون رئيسة المنشأة فترة عام. كانت الجامعة هي المنشأة الثالثة لمجموعة المبشرين الأمريكيين الذين بحثوا بعدها في إنشاء 4 جامعات للفتيات في الصين: في الشمال، الوسط، الشرق والغرب. لذلك، قامت فوترين بتأجيل عرسها لسنة، حتى تصبح القائمة بأعمال رئيس الجامعة في جامعة جينلينغ عام 1919. تلى ذلك بفترة انفصال فوترين عن خطيبها ولم تتزوج بعدها أبدًا.
في جامعة جينلينغ، قررت فوترين أن تمد عقدها لسنة أخرى، ثم أنشأت مجالات دراسية جديدة في الجامعة كالإدارة والأعمال، وكان وقتها مجال دراسي مبتكر للطلبة، ثم تولت مسألة التخطيط والتمويل للحرم الجامعي الجديد في منطقة البوابة الغربية لنانجينغ. أثناء فصل الخريف الدراسي لعام 1922، استضافت فوترين حفل خيري لجمع التبرعات لبناء مدرسة تعليم ابتدائي لمائة وخمسين محلي أغلبهم من الأطفال الذين يعيشون بالقرب من الحرم الجامعي لجامعة جينلينغ. سجلت كاتبة السيرة ذاتية هاو لينج هو مرة أخرى أثناء وجودها في جامعة نانجينغ قائلة «حاولت قيادة الطلاب لتحقيق شعار نانجينغ» حياة وفيرة«من خلال جعلهم يخرجون من» برجهم العاجي«ليشاهدوا ويفهموا مدى معاناة الفقراء، حتى يتشجعوا ويكرسوا أرواحهم لتحسين المجتمع من حولهم.» لم تلق طريقة فوترين الكثير من الإعجاب أو الدعم لمن حولها من مدرسين آخرين، ووصفوها بالتعجرف والتحفظ وبأنها معتدة بنفسها. يرجع هذا إلى «إدارتها المتدخلة واليقظة».
في عام 1926، عادت فوترين من زيارة سريعة لأهلها في الولايات المتحدة الأمريكية في نفس الوقت التي دخلت فيه المدينة قوات الحكومة القومية للبعثة الشمالية بقيادة اللواء شيانج كاي شيك في نانجينغ. وفي تلك الأثناء، ارتكب الجيش فاجعة نانجينغ، والتي تسببت في تدمير ونهب المدينة وذبح سكانها المحليين والأجانب. لم تتأذى جامعة جينلينغ أثناء نهب المدينة، ولذلك اختبأت فوترين في علية الجامعة مع أشخاص آخرين أثناء حشد شيانج كاي شيك في حرم الجامعة. وقد أعاقت حادثة نانجينغ الكثير من المبشرين الأمريكيين من الخدمة في الصين، لذلك ترك معظمهم البلد.
ومع ذلك، ظلت فوترين في الجامعة وخدمت كرئيسة حتى أعلنت الحكومة المحلية للصين بوجوب إدراة جامعات البلد من قبل المواطنين المحليين لجمهورية الصين فقط. ومن ثم تولى مكانها خريج للجامعة يسمى دكتور وو يي فانج في سبتمبر 1928. بحلول عام 1931، عادت فوترين للولايات المتحدة الأمريكية لترعى والدها المسن، ثم عادت إلى جينلينغ مرة أخرى عام 1932. وفي 21 يونيو عام 1937، تلقت فوترين خبر وفاة والدها عن عمر 83 سنة.
بعد سماعها خبر حادثة جسر ماركو بولو عام 1937، ألغت فوترين إجازة سفرها لعام 1938، وعادت من طوكيو إلى نانجينغ لتحمي حرم جامعة جينلينغ وطلابها. تدربت بشكل مكثف لمواجهة الجيش الياباني، وعقدت اتفاقيات لتجهيز الحرم الجامعي من خلال إرسال تسجيلات إلى شانغهاي، اشترت المؤن اللازمة، جهزت الطلاب لحالات الطوارئ، نظفت وحولت غرف مباني الحرم للتخزين تجهيز الملاجئ، وطلبت بناء خنادق داخل الجامعة. تم تنفيذ أول غارة يابانية على نانجينغ في 14 إبريل عام 1937. وتبع ذلك الهجوم، قرار الحكومة الأمريكية بإخلاء المدينة. ذكرت فوترين في مذكراتها أنها شعرت بالقهر وقت بقائها في نانجينغ قائلة:
أنا شخصيًا أشعر باستحالة مغادرتي… لا يترك الرجال سفنهم في وقت الخطر، ولا تتخلى النساء عن أطفالهن.
بحلول شهر سبتمبر، تبقى ثلاثة طلاب فقط في الحرم الجامعي بسبب الضغوطات المادية. حيث أن رواتب أعضاء هيئة التدريس المتبقية والذي يبلغ عددهم 15 مدرس، قد تم تخفيضها للنصف. ترقبًا لهجوم ياباني مباشر، نظم الأجانب الذين اختاروا البقاء في نانجينغ لجنة دولية لمنطقة أمن نانجينغ (ICNSZ) في 15 نوفمبر عام 1937. ثم طالبت اللجنة الحكومات اليابانية والصينية بتفويض منطقة اللجوء في نانجينغ كمنطقة محايدة، ووافقت الحكومتين. وضعت الحكومة اليابانية شرط واحد، وهو وجوب خرق المعاهدة في حالة اختباء قطاع العاملين بالجيش الصيني داخل المنطقة.
في الليالي الأولى من هجوم اليابان على المدينة، لجأ 850 لاجئ لجامعة جينلينغ، والتي كانت نقطة تخييم ضمن 25 مخيم آخر للاجئين في نانجينغ. عندما سيطر الجيش الياباني على نانجينغ بشكل كلي في ديسمبر 1937، عملت فوترين مع محليين أجانب آخرين منهم جون رابي على حماية المدنيين في منطقة أمن نانجينغ. ثم تولت جامعة جينلينغ دورها كملاذ للاجئين، وقد وصل أعداد اللاجئات في بعض المرات لعشرة آلاف سيدة في مبنى مصمم لاستيعاب 200 إلى 300 شخص. =وأثناء تلك الفترة، دعت فوترين في مذكراتها قائلة:
اكبح وحشية الجنود في نانجينغ الليلة يا إلهي، طمأن الأمهات والآباء محطمين القلوب لقتل أبنائهم اليوم، واحمِ السيدات والفتيات خلال الساعات المؤلمة لتلك الليلة. سرع من اقتراب يوم انتهاء الحروب. عندما تأتي القيامة، ستكون نهايتهم في الأرض كجنة.
عندما تم إغلاق باقي المخيمات في 4 فبراير 1938، بحث عدد كبير من السيدات والأطفال عن ملاذ في حرم الجامعة، وقد بلغ تعدادهم في منتصف مارس حوالي 3,310 لاجئ في المخيم. قامت فوترين بدوريات لرعاية اللاجئين ولتؤمن أراضي المخيم وتصد غارات اليابانيين في الجامعة. فتولت دفن جثامين الموتى واستقبال الرضع حديثي الولادة، واثبتت نجاحها في اقتفاء آثار الآباء والأولاد المفقودين. وفرت أيضًا صفوف صناعة وحرف للسيدات اللاتي فقدن أزواجهن، حتى يتمكن من دعم عائلاتهن. وقد تخرجت 100 سيدة ضمن ذلك البرنامج.
دونت فوترين عن الحرب في مذكراتها قائلة:
لم تحدث جرائم قتل اليوم على الأرجح. تم خطف 30 فتاة من مدرسة لغات ليلة أمس، وسمعت اليوم قصص مفجعة للفتيات اللاتي تم خطفهن من منازلهن الليلة الماضية. واحدة من الفتيات كانت 12 عام. تم تجريد البيوت من الطعام والمال والفراش. أكاد أجزم أن كل منزل في المدينة قد تم التعدي عليه أكثر من مرة. الليلة، مرت عربة نقل كانت تحمل من 8 إلى 10 فتيات وكن يصرخن قائلات «أنقذوا أرواحنا». الإطلاق الناري المتقطع الذي نسمعه ناحية الهضاب أو في الشارع، يجعلنا نتأكد من مصير بعض الرجال، الذين لا نعتقد أبدًا بأنهم جنود.
ثم دونت في 19 ديسمبر قائلة:
في أوج غضبي، تمنيت لو كنت أمتلك القوة لتعذيبهم على أعمالهم الخسيسة. كم من العار سيلحق بالنساء اليابانيات إذا علمن بقصصهم المرعبة.
في عام 1938، كتبت فوترين في مذكراتها عن اضطرارها للذهاب إلى السفارة اليابانية بشكل متكرر من 18 ديسمبر وحتى 13 يناير لتحصل على تصريحات لمنع الجنود اليابانيين من ارتكاب الجرائم في جينلينغ، ذلك بسبب تمزيق الجنود اليابانيين للوثائق قبل خطف النساء مرة أخرى. قبيل خدمتها في جامعة جينلينغ، كتبت فوترين العديد من التدوينات التي افتقدت لعزيمتها وتفاؤلها السابق. كانت تلك من ضمن هذه التدوينات في إبريل عام 1940:
انا على حافة الاقتراب من انتهاء صبري، لم يعد بإمكاني المضي قدمًا ومتابعة التخطيط لعملي، كل يد هناك تشكل عقبة من أي نوع.
في ربيع 1940، تم اصطحاب فوترين إلى الولايات المتحدة الأمريكية برفقة زميل لها بعد محاولة انتحار بتناول حبوب منومة وذلك بسبب معاناتها مع الضغط الشديد بسبب القلق على جامعة جينلينغ ومصير طلابها. بدأت بالتعافي بعدها بفترة قصيرة. ولكنها حاولت الانتحار مرة أخرى عن طريق فتح غاز الموقد وتركه مفتوحًا في شقتها في إنديانابوليس. كانت 54 عام. وتركت تدوينة واحدة في الجريدة قبل وفاتها، تعبر فيها عن صلواتها لجامعة جينلينغ وللسكان في الصين، الذين خدمتهم لمدة 28 عام كمبشرة مسيحية.
قالت في تدوينتها الأخيرة:
لو كنت أمتلك 10 حيوات مثالية، لكرستهن كلهن للصين.